# Коссак Іван Йосипович
Іван Йосипович Коссак (11 вересня 1876, Дрогобич — 15 січня 1927, Київ) — український військовий і громадський діяч, сотник Легіону Українських Січових Стрільців. Брат Гриця та Василя Коссаків.

## Життєпис

### До І-ї світової
Народився 11 вересня 1876 року в Дрогобичі, в родині Коссаків гербу Кос. Закінчив Львівський університет. У Чорткові — професор учительської семінарії, голова філій товариств «Сокіл» (області Чортків), «Сільський господар», директор кредитового товариства «Народний Дім», засновник української приватної гімназії, організатор відділу «Пласту».

### Перша світова
Українські добровольці, відібрані у Стрию, після складання присяги вирушили до Закарпаття для організаційного оформлення та військового вишколу. Там, у селах Горонда та Страбичово поблизу Мукачева, 7 вересня 1914 року леґіон Українських Січових Стрільців було розділено на два з половиною курені (батальйони). Кожен курінь складався з чотирьох сотень, кожна сотня — з чотирьох чот (взводів). І-й курінь очолив Михайло Волошин, сотні — Василь Дідушок, Роман Дудинський, Осип Будзиновський і Никифор Гірняк, якого через хворобу згодом заміняли Володимир Сроковський та Ераст Коник. II-м куренем командував Гриць Коссак, сотнями — Сень Ґорук, Осип Семенюк, Михайло Баран, Осип Букшований. У III-му півкурені командантом був отаман Степан Шухевич, сотниками — Дмитро Вітовський та Теодор Рожанківський, якого 9 вересня замінив Іван Коссак.
18 жовтня півкурінь отамана С. Шухевича дійшов до Борислава, Дрогобича та Нагуєвичів. Сотня І. Коссака розпочала бій під Сільцем з трьома сотнями росіян і 20 жовтня здобула Дрогобич, а сотня Дудинського увійшла 21 жовтня до Стрия. В бою з гренадерськими частинами вона втратила половину вояків, але утримувала позиції, тоді як австрійські відділи їх залишили. Одночасно сотні І. Коссака, О. Букшованого та М. Барана стримують наступ росіян в околицях Синевідська.
Після боїв під Тухолькою 25 листопада 1914 року, коли завдяки стрільцям на декілька днів було зупинено російський наступ, сотник УСС Іван Коссак — писав 1 грудня 1914 року у своєму листі до члена Української Бойової Управи професора Івана Боберського:

| Стрільці — се без пересади цвіт нації, Добули слави — гідно заробили на сю славу і пошану. Хоть воєнне життя прямо страшне — радію, що в наших січових рядах — тих, що тут на полі бою кровцю молоду проливають, витворився гарний і милий настрій, гармонія, якої давніше не було. Се вже не діти, се правдиві потомки славного Запорожжя, се правдиві лицарі–вояки, а генерали не мають слів признання для їх геройських подвигів. |

### Участь у Визвольних змаганнях, в УСРР
Під час українсько-польської війни 1918—1919 років як сотник УГА воював на Тернопільщині. Від середини 1919 року — військовий аташе УНР в Західноукраїнському товаристві ліги Націй у Римі. Після невдачі тодішнього етапу Визвольних змагань переїхав до УСРР.
Помер «несподівано» на квартирі Михайла Грушевського.

## Цікавий факт
Іван Коссак автор спогадів про Івана Франка — «Іван Франко та його брати».